# Евдокимов, Василий Яковлевич
Василий Яковлевич Евдокимов (1840 — 30 марта 1922 года, Петроград) — отставной инженер-подпоручик, общественный деятель, книготорговец, предприниматель, коллекционер.

## Биография
Родился в 1840 году. Отец — Яков Михайлович Евдокимов вышел в отставку в чине майора. В. Я. Евдокимов в октябре 1860 года уволен из Николаевской инженерной академии в знак протеста против несправедливого отчисления одного из товарищей. А. И. Герцен посвятил этой истории заметку «Сто пятнадцать благородных офицеров».
В 1865—1867 годах служил приказчиком в книжном магазине В. В. Яковлева (Невский пр., 66).
С января 1868 года — приказчиком в книжном магазине и библиотеке для чтения А. А. Черкесова (Невский пр., 54). С 27 ноября 1869 года по 8 февраля 1870 года находился под арестом. В начале 1874 года образовалось товарищество «Черкесов и Ко», которое управляло делами магазина и библиотеки. Товариществом заведовал Евдокимов. В 1875—1879 годах владел Черкесовской библиотекой и кабинетом для чтения, в 1877—1879 годах — книжным магазином «Черкесов и Ко». В конце 1870-х годов магазин обанкротился и прекратил свое существование. В октябре 1879 г. библиотеку для чтения приобрел надворный советник А. М. Бородулин, который сохранил назван «Черкесов и Ко».
В 1882 году Евдокимов женился на Софье Эдуардовне Кильштет (1859 — 16.10.1924, Петроград). Вместе с супругой занимался благотворительностью. Ко дню юбилея Бестужевских курсов он пожертвовал деньги на две стипендии. В 1915 году Евдокимовы участвовали в издании сборника, посвященного памяти А. П. Философовой.
После революции 1917 года Евдокимовы жили продажей своих вещей. Евдокимов умер 30 марта 1922 года в Петрограде, похоронен на Волковском кладбище в Петрограде.

## Общественная деятельность
Общественный деятель 1860-х годов. В 1860-е годы состоял в тайном обществе «Земля и воля», в «Издательской артели». Отвечал за сбор пожертвований на бесплатную школу Павла Васильевича Михайлова. Арестован в 1869 году из-за связей приказчика московского книжного магазина Черкесова П. Г. Успенского с организацией С. Нечаева «Народная расправа», признан невиновным.
В 1868—1922 годах состоял членом Литературного фонда, в 1910—1911 гг. — Председатель Финансового совета Лиги образования.
С 1906 по 1921 гг. — казначей Шлиссельбургского комитета, помогавшего деньгами бывшим узникам. Комитет изучал историю Шлиссельбургской тюрьмы. Евдокимов собирал сведения о шлиссельбургских узниках, переписывался с ними. В квартире супругов Евдокимовых на Фурштатской улице, 10, устраивались лекции в пользу революционеров, переживших тюрьму и ссылку.

## Предпринимательская деятельность
В 1890-е −1910-е годы состоял членом Правлений и Советов директоров, директором Правлений и председателем различных акционерных обществ: Общества конно-железных дорог, Товарищества «Нефть» для перевозки, хранения и торговли продуктами нефти, Акционерного общества «Ртутное дело А. Ауэрбах и Ко» , Общества для производства огнеупорных изделий и строительных материалов, занимался торговлей непромокаемыми тканями. В 1895 году Евдокимов временно заведовал делами Главной Конторы графов Петра Павловича и Павла Петровича Шуваловых, чтобы вывести их из затруднительного положения. Со временем при помощи Евдокимова Лысьвенский горный округ наследников графа П. П. Шувалова стал высокодоходным предприятием.

## Коллекционирование
Супруги Евдокимовы собрали большую коллекцию фарфора и фаянса. Опубликовали «Каталог художественных предметов и редкостей XVI, XVII, XVIII и начала XIX века» (издавался с 1898 по 1900 гг.). Им принадлежали этюды И. Е. Репина и И. И. Шишкина, акварели А. Бенуа, картины И. М. Прянишникова, «Головка девочки в красном» К. Брюллова, 13 работ Н. А. Ярошенко — среди них портреты В. Я. и С. Э. Евдокимовых. Евдокимов был близким другом Н. А. Ярошенко. После смерти художника Евдокимов, А. А. Ауэрбах и И. Ф. Досс подарили Русскому музею 122 его рисунка и 17 акварелей. Лично Евдокимовым были пожертвованы Русскому музею картины Ярошенко «На качелях», «Забытый храм» и этюды «Березовая балка», «Ольховка», «Сланцевое ущелье».